# Paraconotrochus capense
Paraconotrochus capense är en korallart som först beskrevs av Gardiner 1904.  Paraconotrochus capense ingår i släktet Paraconotrochus och familjen Caryophylliidae. Inga underarter finns listade i Catalogue of Life.